# Karélichy
Karélichy o Korélichi (bielorruso: Карэ́лічы; ruso: Коре́личи; lituano: Koreličiai; polaco: Korelicze; yidis: קארעליץ Korelitz) es un asentamiento de tipo urbano de Bielorrusia, capital del distrito homónimo en la provincia de Grodno.
En 2017, la localidad tenía una población de 6518 habitantes.
Se ubica unos 20 km al este de Novogrúdok, sobre la carretera P11 que lleva a Nesvizh.

## Historia
Se conoce la existencia de la localidad en documentos desde 1395, cuando el área pertenecía al Gran Ducado de Lituania. En 1505, el pueblo fue quemado por los tártaros de Crimea. Desde 1594 pasó a ser un miasteczko, que en la segunda mitad del siglo XVII se hizo conocida por albergar una fábrica de papel pintado. En 1655 y 1706, la localidad fue quemada por las tropas suecas. En la partición de 1795 pasó a formar parte del Imperio ruso, hasta que en 1921 se integró en la Segunda República Polaca; durante la época rusa, a mediados del siglo XIX, albergó una importante fábrica de azúcar y una cervecería.
En 1939 pasó a formar parte de la RSS de Bielorrusia, que le dio el estatus de capital distrital en 1940 y de asentamiento de tipo urbano en 1958. Su época de mayor desarrollo urbano tuvo lugar en las décadas de 1970 y 1980, cuando los soviéticos establecieron aquí un centro de industria alimentaria, pasando de algo más de tres mil habitantes a casi ocho mil.